# Jrarat (Kotayk')
Jrarat (in armeno Ջրառատ?, conosciuto anche come Djararat, in passato Randamal) è un comune dell'Armenia di 603 abitanti (2009) della provincia di Kotayk'.